# Falkenbergs kontrakt
Falkenbergs kontrakt är ett kontrakt i Göteborgs stift inom Svenska kyrkan i Hallands län. Kontraktet utökades och namnändrades 2018  till Varbergs och Falkenbergs kontrakt.
Kontraktskoden var 0815.
Kontraktet bestod av samtliga pastorat inom Falkenbergs kommun samt ett pastorat med tre församlingar i Hylte kommun. 

## Skillnader mot häradsindelningen
Historiskt har kontraktsindelningen oftast byggts på häradsindelningen och Falkenbergs kontrakt omfattar hela Årstads härad och före 1962 hela Faurås härad. Efter 1962 har tillförts församlingar från andra härader, främst från Halmstads härad.

## Administrativ historik
Kontraktet bildades 1864 genom utbrytning ur Varbergs kontrakt och omfattade sedan före 1962
- Alfshögs församling som 2006 uppgick i Vessige församling
- Dagsås församling som 1962 överfördes till Varbergs kontrakt
- Fagereds församling
- Falkenbergs församling
- Gunnarps församling
- Gällareds församling
- Källsjö församling
- Köinge församling som 2006 uppgick i Okome församling
- Ljungby församling som 2010 uppgick i Vinberg-Ljungby församling
- Morups församling
- Okome församling
- Sibbarps församling som 1962 överfördes till Varbergs kontrakt
- Skrea församling
- Stafsinge församling
- Svartrå församling som 2006 uppgick i Okome församling
- Ullareds församling
- Vinbergs församling som 2010 uppgick i Vinberg-Ljungby församling

1962 tillfördes från Halmstads kontrakt
- Abilds församling som 2010 uppgick i Susedalens församling
- Asige församling som 2010 uppgick i Susedalens församling
- Askome församling som 2006 uppgick i Vessige församling
- Drängsereds församling som 2014 uppgick i Torups församling
- Eftra församling som 2010 uppgick i Susedalens församling
- Kinnareds församling som 2014 uppgick i Torups församling
- Krogsereds församling
- Slöinge församling som 2010 uppgick i Susedalens församling
- Torups församling
- Vessige församling
- Årstads församling som 2010 uppgick i Susedalens församling

1971 tillfördes från Kinds kontrakt
- Älvsereds församling

2017 lades alla församlingar in i ett gemensamt pastorat, Falkenbergs pastorat.